# ФК Базел
ФК „Базел“ 1893 (първите две думи на английски, третата на немски: Football Club Basel 1893) е професионален футболен клуб от швейцарския град Базел.

## История
„Базел“ е един от най-успешните швейцарски клубове със своите 17 шампионски титли. За най-успешен период се приемат годините от 1967 до 1980, когато отборът завоюва седем титли. След няколко последователни неуспешни и слаби сезона през 1980-те „Базел“ изпада в по-долната дивизия. В първите години на 21 век тимът се завръща в швейцарския елит, печелейки първата си титла от 22 години насам, през 2002. През следващите години „Базел“ затвърждава мястото си на върха с още четири титли, през 2004, 2005, 2008 и 2010 г.

## „Базел“ в Европа
ФК „Базел“ се състезава в Европейските клубни турнири от 1999 г. насам. През сезон 2001 – 2002 тимът достига финал за Интертото, който губи от Астън Вила. През 2002/2003 се класират за груповата фаза на Шампионска лига и през 2005/2006 достигат четвъртфинал за Купа на УЕФА. Отбора достига до 1/8 в Шампионска лига през сезон 2011 – 2012 но губи от Байерн Мюнхен с общ резултат 1 – 7. През следващия сезон 2012/13 отборът достига до полуфинал в Лига Европа, където отпада след две загуби с 1:2 и 1:3 от Челси.

## Срещи с български отбори
„Базел“ се е срещал с български отбори в официални срещи в рамките на европейските клубни турнири, като от общо 8 мача има пет победи два равни и една загуба.

### „Лудогорец“
С „Лудогорец“ се е срещал шест пъти в официални срещи, като отборът има три победи, една загуба и две равенства.
През сезон 2013 – 14 г. в плейоф за групите на Шампионската лига се срещат на 21 август 2013 г. в София. Швейцарците побеждават с 4 – 2.
Втората среща реванш в Базел е на 27 август 2013 г. и завършва с победа 2 – 0 за „Базел“.
Третата среща е през сезон 2014 – 15 г. в груповата фаза на Шампионската лига на 22 октомври 2014 г. в София и завършва 1 – 0 за „Лудогорец“.
Четвъртата среща е през сезон 2014 – 15 г. в груповата фаза на Шампионската лига на 4 ноември 2014 г. в Базел и завършва 4 – 0 за „Базел“.
Петата среща е през сезон 2016/17 г. в груповата фаза на Шампионската лига на 13 септември 2016 г. в Базел и завършва 1 – 1.
Шестата среща е през сезон 2016/17 г. в груповата фаза на Шампионската лига на 23 ноември 2016 г. в София и завършва 0 – 0.

### ЦСКА
Срещу „армейците“ Базел има два изиграни мача. И двете срещи са през 2009 година и са част от групите на Лига Европа. В София Базел печели с 2 – 0, а вторият мач в Швейцария завършва с нов успех, този път с 3 – 1. Тези две победи обаче се оказват недостатъчни, и отборът завършва трети в групата, с което отпада от надпреварата. През сезон 2020/21 ЦСКА и Базел се срещат за трети път, но този път залога е плейоф за влизане в групите на Лига Европа, ЦСКА печели мача с 1:3 в Швейцария и си намира място в групите на втория по сила турнир в Европа.

## Успехи
Национални
- Швейцарска Суперлига  
  -  Шампион (21): 1952/53, 1966/67; 1968/69, 1969/70, 1971/72, 1972/73, 1976/77, 1979/80, 2001/02, 2003/04, 2004/05, 2007/08, 2009/10, 2010/11, 2011/12, 2012/13, 2013/14, 2014/15, 2015/16, 2016/17, 2024/25
  -  Сребърен медал (9): 1927/28, 1948/49, 1949/50, 2002/03, 2005/06, 2006/07, 2017/18, 2018/19, 2020/21
  -  Бронзов медал (6): 1906/07, 1975/76, 1977/78, 1999/00, 2008/09, 2019/20
- Купа на Швейцария
  -  Носител (14): 1932/33, 1946/47, 1962/63, 1966/67, 1974/75, 2001/02, 2002/03, 2006/07, 2007/08, 2009/10, 2011/12, 2016/17, 2018/19, 2024/25
  -  Финалист (8): 1943/44, 1969/70, 1971/72, 1972/73, 1981/82, 2012/13, 2013/14, 2014/15
- Купа на Лигата
  -  Носител (1): 1972
  -  Финалист (1): 1978/79
- Английска купа
  -  Носител (1): 1913
- 1 швейцарска лига (2 ниво)
  -  Шампион (2): 1939/40, 1941/42
- Лига на предизвикателството
  -  Шампион (1): 1945/46

Международни
- Алпийска купа
  -  Носител (3): 1969, 1970, 1981
  -  Финалист (4): 1968, 1971, 1974, 1975
- Купа на часовете (Uhrencup)
  -  Носител (13): 1969, 1970, 1978, 1979, 1980, 1983, 1986, 1988, 2003, 2006, 2008, 2011, 2013
- Купа на европейските шампиони
  - 1/4 финалист (1): 1973/74
- Лига Европа
  - 1/2 финалист (1): 2012/13
- Интертото:
  -  Финалист (1): 2001

## Известни играчи
- Филип Деген
- Паскал Цубербюлер
- Александер Фрай
- Младен Петрич
- Скот Чипърфийлд
- Отмар Хицфелд

## Български футболисти
- Иван Иванов: 2013/15 (11 мача - 0 гола) в Суперлига